# 이코노미 클래스

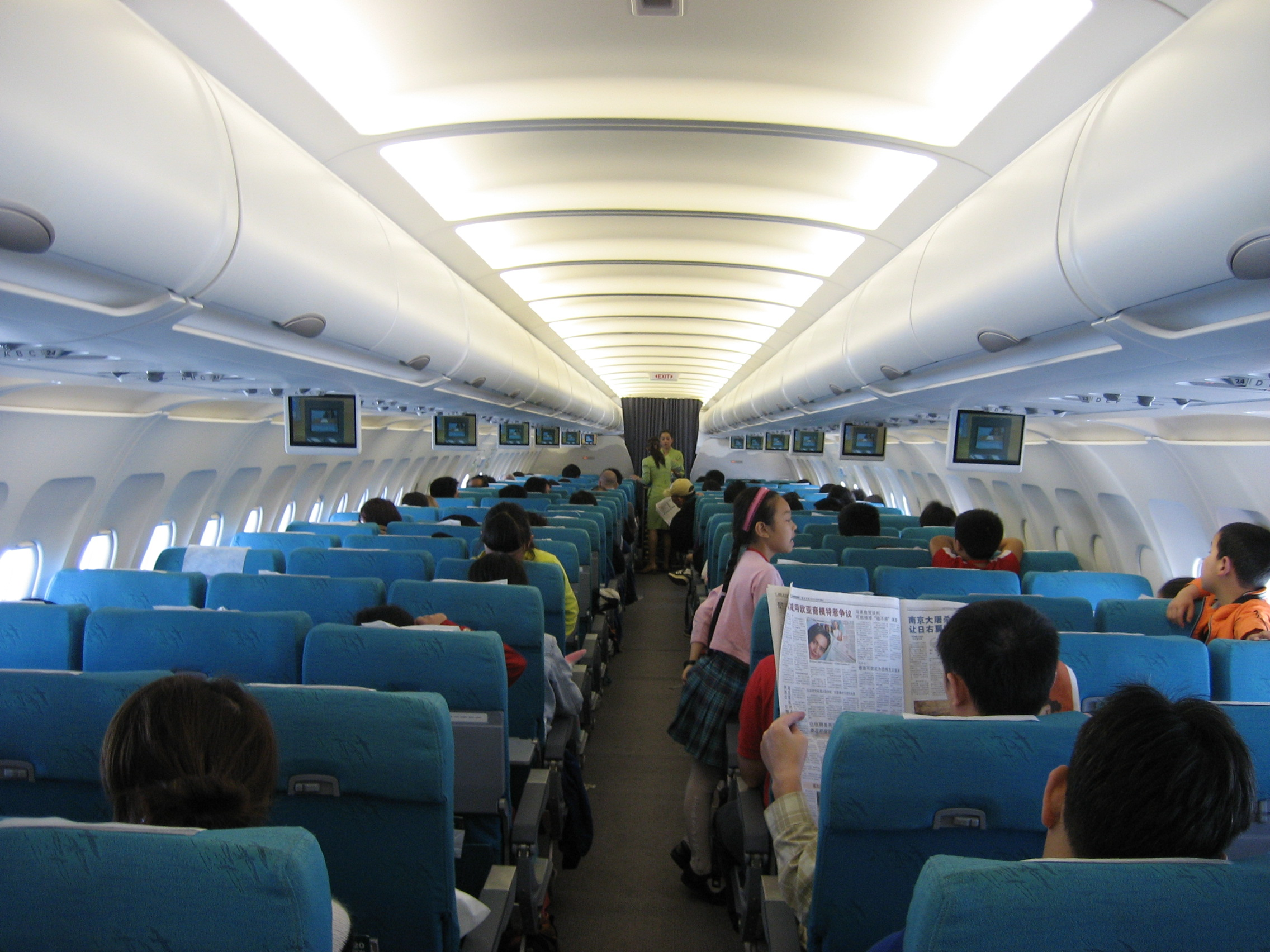
실크에어 에어버스 A320의 이코노미 클래스

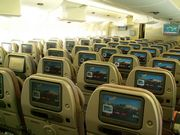
에미레이트 항공 에어버스 A380의 이코노미석

이코노미 클래스(Economy class)는 철도 교통, 비행기 등 좌석 등급에서의 기본석을 뜻한다. 퍼스트 클래스, 비즈니스 클래스에 비해 서비스의 질은 뒤떨어지지만, 기본 운임이 가장 저렴하다.

## 같이 보기
- 이코노미 클래스 증후군
- 비즈니스 클래스
- 일등석